# Aeropuerto de Perugia
El Aeropuerto Internacional de la Umbría–Perugia "San Francisco de Asís" (en italiano, Aeroporto Internazionale dell’Umbria–Perugia "San Francesco d’Assisi"), conocido simplemente como Aeropuerto de Perugia (IATA: PEG, OACI: LIRZ), es un aeropuerto italiano situado entre las ciudades de Perugia y Asís, principal vía de conexión en la región de Umbría.
El aeropuerto de Perugia cubre destinos nacionales y europeos (Reino Unido, España, Países Bajos, Bélgica, Albania, Rumania, Polonia y Malta) con las aerolíneas AeroItalia, British Airways, Ryanair, Transavia, Wizz Air y HelloFly.
El aeropuerto es operado por SASE S.p.A. (Societa' per il potenziamento e la gestione dell'aeroporto regionale umbro S. Egidio SpA), compañía formada en 1977 por iniciativa de los gobiernos de la provincia y la comuna de Perugia, y compañías privadas de la región de Umbría.
Rediseñado por la arquitecta Gae Aulenti en 2011 (en coincidencia con el 150º aniversario de la Unificación italiana), el aeropuerto dispone de una terminal de 4.700 metros cuadrados en 8 pabellones y un estacionamiento de 400 plazas. Tiene 6 mostradores de check-in, 5 puertas de embarque y wifi gratuito, y no dispone de servicio de depósito de equipaje.
Se puede acceder al aeropuerto en auto desde las rutas A14 y A1, en tren y autobús con una combinación de un solo billete (Umbria Airlink) o en el servicio de bus expreso desde la estación de tren del centro de Perugia (con paradas intermedias). También operan diversas compañías de taxi.

## Aerolíneas y destinos

### Nacionales
| Aerolíneas | Destinos                                    |
| ---------- | ------------------------------------------- |
| AeroItalia | Italia, Aeropuerto de Bérgamo-Orio al Serio |
| Ryanair    | Italia, Aeropuerto de Bríndisi              |
| Ryanair    | Italia, Aeropuerto de Cagliari-Elmas        |
| Ryanair    | Italia, Aeropuerto de Catania-Fontanarossa  |
| AeroItalia | Italia, Aeropuerto de Lamezia Terme         |
| HelloFly   | Italia, Aeropuerto de Lampedusa             |
| AeroItalia | Italia, Aeropuerto de Milán-Linate          |
| AeroItalia | Italia, Aeropuerto de Olbia-Costa Smeralda  |
| Ryanair    | Italia, Aeropuerto de Palermo-Punta Raisi   |

### Internacionales
| Aerolíneas      | Destinos                                      |
| --------------- | --------------------------------------------- |
| Wizz Air        | Albania, Aeropuerto de Tirana                 |
| Ryanair         | Bélgica, Aeropuerto de Charleroi Bruselas-Sur |
| Ryanair         | España, Aeropuerto de Barcelona-El Prat       |
| British Airways | Inglaterra, Aeropuerto de Londres-Heathrow    |
| Ryanair         | Inglaterra, Aeropuerto de Londres-Stansted    |
| Ryanair         | Malta, Aeropuerto de Malta                    |
| Transavia       | Países Bajos, Aeropuerto de Róterdam-La Haya  |
| Ryanair         | Polonia, Aeropuerto de Cracovia               |
| Ryanair         | Rumania, Aeropuerto de Bucarest               |

## Estadísticas
En 2023 tuvo 5526 operaciones (aterrizajes y despegues de aeronaves) y transportó 537 653 pasajeros:
| Año  | Operaciones | Pasajeros |
| ---- | ----------- | --------- |
| 2010 | 2626        | 111 140   |
| 2011 | 2412        | 173 285   |
| 2012 | 3113        | 199 503   |
| 2013 | 3023        | 214 025   |
| 2014 | 2508        | 207 034   |
| 2015 | 4424        | 272 235   |
| 2016 | 3400        | 220 649   |
| 2017 | 3154        | 248 977   |
| 2018 | 2654        | 222 418   |
| 2019 | 2578        | 220 285   |
| 2020 | 1733        | 77 562    |
| 2021 | 2955        | 145 299   |
| 2022 | 4873        | 372 494   |
| 2023 | 5526        | 537 653   |